# 7775 Taiko
7775 Taiko este un asteroid din centura principală de asteroizi.

## Descriere
7775 Taiko este un asteroid din centura principală de asteroizi. A fost descoperit pe 4 decembrie 1992 la Yatsugatake de Yoshio Kushida și Osamu Muramatsu. El prezintă o orbită caracterizată de o semiaxă mare de 2,67 ua, o excentricitate de 0,18 și o înclinație de 4,4° în raport cu ecliptica.